# 日ノ出橋 (福島県)
日ノ出橋（ひのではし）は、福島県郡山市にある人道橋である。

## 概要
- 全長：191.4 m
- 幅員：3.5 m
- 竣工：1990年[1]
- 形式：5径間PC桁橋[2]

郡山市街地南東部の安積町日出山にて一級水系阿武隈川を渡り、郡山市道552167号下河原新鍬歩道線を通す。西詰は字一本松に位置し、日大通りに並行する堤防上の遊歩道より分岐する。東詰は字新鍬に位置し、郡山市立永盛小学校の裏手にて堤防上に整備された福島県道372号須賀川二本松自転車道線に突き当たる。橋上はアスファルト舗装された遊歩道であり、橋脚上の部分はテラス状に広がり、街灯が設置されている。欄干は白く塗装されたコンクリート壁とデザイン性のある金属製柵が組み合わされている。永盛小学校と阿武隈川を挟んだ対岸の通学区域を結ぶ通学路としての役割があるほか、当橋梁の北西に位置する笹原川にかかる日の出橋を介し、阿武隈川東岸に立地する周辺の学校群と郡山市街地とを結ぶルートの一角をなす。

## 周辺

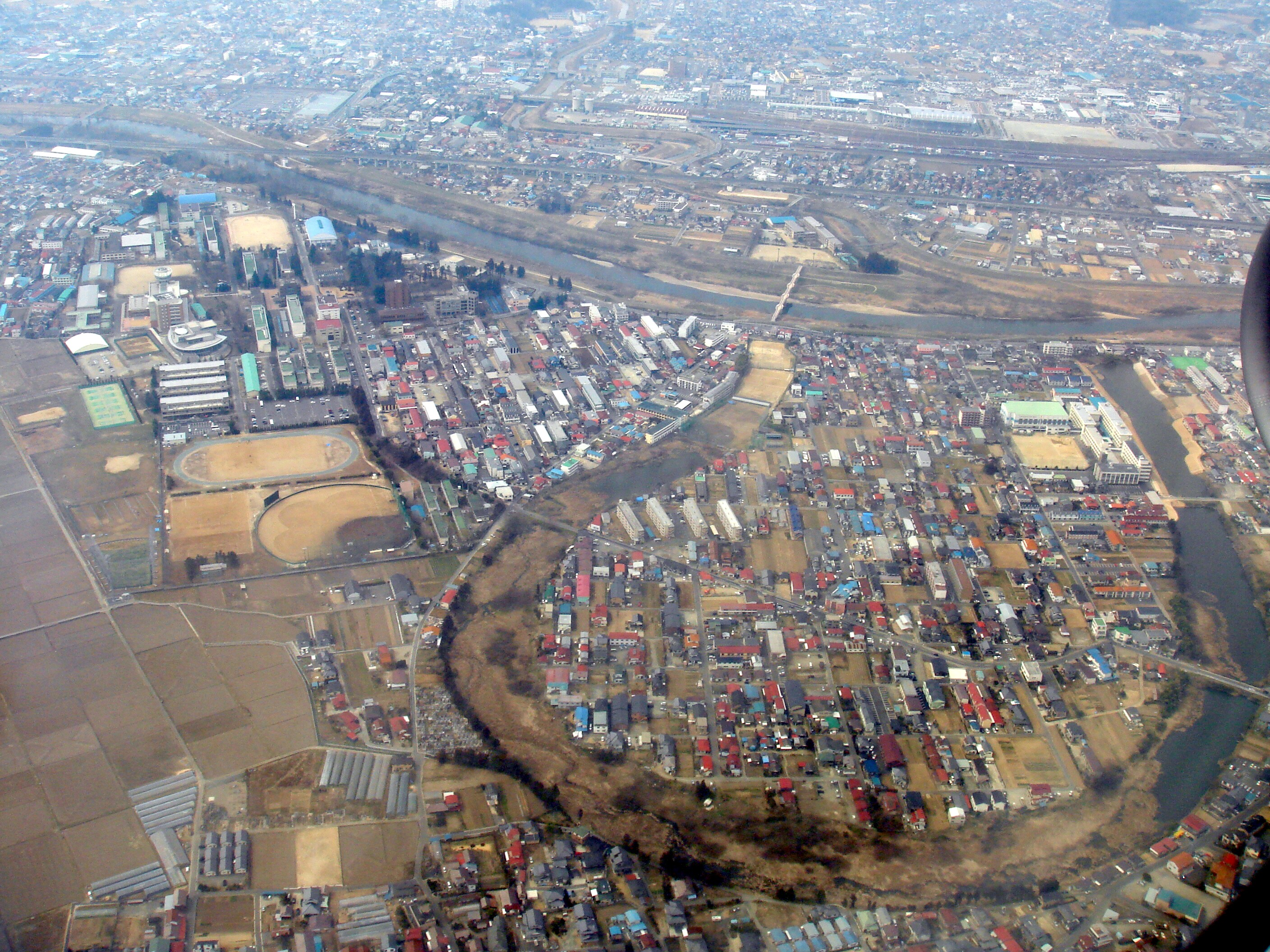
橋の右岸側の三日月湖

右岸側に阿武隈川の流路であった三日月湖（河道跡）がある。
- 一級市道62号守山金屋線（日大通り）
- 郡山市立永盛小学校
- 帝京安積高等学校
- 日本大学工学部
- 日本大学東北高等学校

## 隣の橋
- 阿武隈川

（上流）東北新幹線第三阿武隈川橋梁 - 笹川大橋 - 日ノ出橋 - 金山橋 - 中央大橋（下流）